# Ranunculus flabellaris
Ranunculus flabellaris Raf. – gatunek rośliny z rodziny jaskrowatych (Ranunculaceae Juss.). Występuje naturalnie w Ameryce Północnej, w Stanach Zjednoczonych i Kanadzie. 

## Rozmieszczenie geograficzne
W Kanadzie rośnie naturalnie w prowincjach Quebec, Ontario, Nowy Brunszwik, Manitoba, Kolumbia Brytyjska oraz Alberta. W Stanach Zjednoczonych występuje w stanach Connecticut, Indiana, Maine, Massachusetts, Michigan, New Hampshire, New Jersey, Nowy Jork, Ohio, Pensylwania, Rhode Island, Vermont, Illinois, Iowa, Kansas, Missouri, Nebraska, Dakota Północna, Dakota Południowa, Oklahoma, Wisconsin, Idaho, Oregon, Waszyngton, Wyoming, Alabama, Arkansas, Delaware, Kentucky, Luizjana, Maryland, Karolina Północna, Tennessee, Wirginia, Teksas, Kalifornia, Nevada oraz Utah. 

## Morfologia

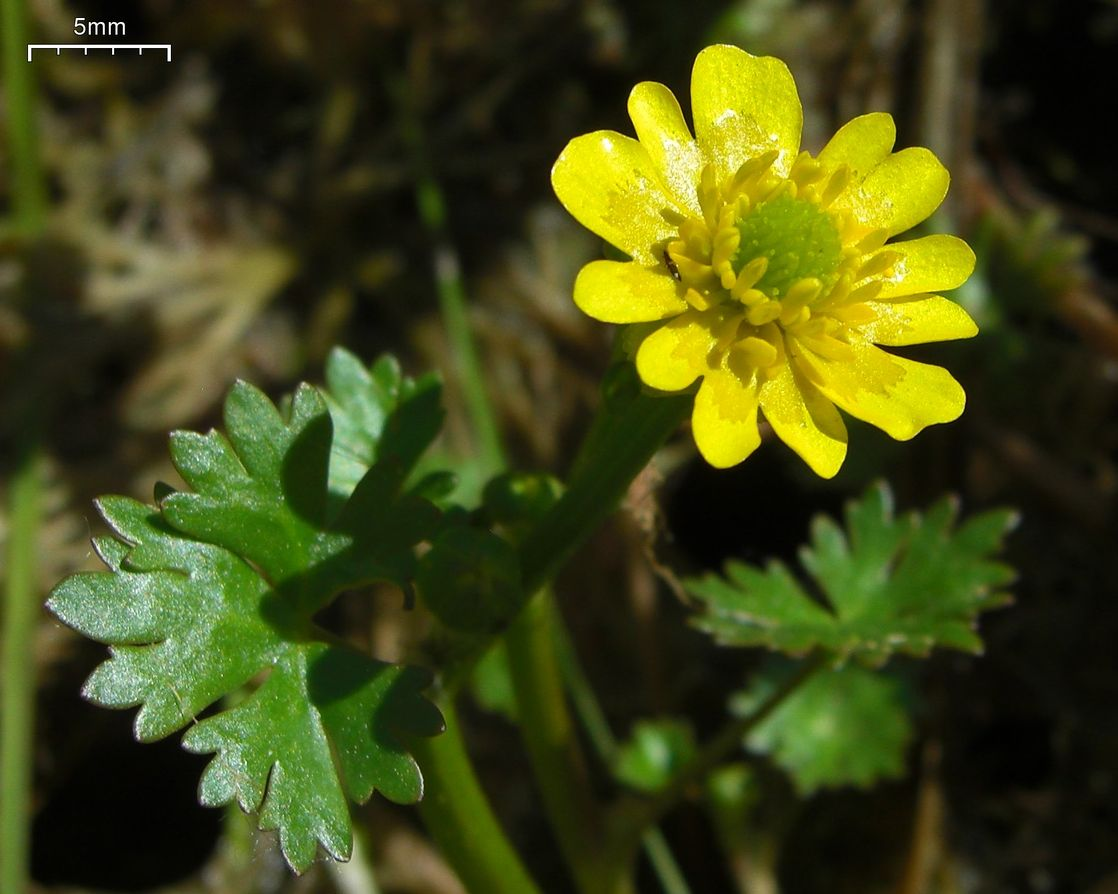
Kwiat

PokrójBylina hydrofityczna.
LiścieSą dłoniastozłożone, zanurzone w wodzie. Mają kształt od nerkowatego do prawie okrągłego. Mierzą 1–7,5 cm długości oraz 2–11 cm szerokości. Nasada liścia ma sercowaty lub ucięty kształt. Brzegi są całobrzegie lub karbowane.
KwiatySą zebrane w luźnych kwiatostanach. Pojawiają się na szczytach pędów. Są żółtego koloru. Mają 5 owalnych działek kielicha, które dorastają do 5–7 mm długości. Mają 5 lub 6 płatków o długości 7–12 mm.
OwoceNagie niełupki o jajowatym kształcie długości 2–3 mm. Tworzą owoc zbiorowy – wieloniełupkę o jajowatym kształcie i dorastającą do 7–8 mm długości.

## Biologia i ekologia
Rośnie w stawach i rowach. Występuje na wysokości do 1500 m n.p.m. Kwitnie od maja do sierpnia.

## Zastosowanie
Plemię Lisów używało tego gatunku do leczenia odmrożeń oraz przy problemach z oddychaniem. 